# NGC 5365
NGC 5365 est une vaste galaxie lenticulaire située dans la constellation du Centaure. Sa vitesse par rapport au fond diffus cosmologique est de 2 697 ± 26 km/s, ce qui correspond à une distance de Hubble de 39,8 ± 2,8 Mpc (∼130 millions d'al). NGC 5365 a été découverte par l'astronome britannique John Herschel en 1836.
NGC 5365 a été utilisée par Gérard de Vaucouleurs comme une galaxie de type morphologique (R)SB0− dans son atlas des galaxies,. Dans la  bande K infrarouge, NGC 5365 présente une barre centrale de  33 secondes d'arc dont l'ellipticité maximale est de 0,20. L'angle de position de celle-ci est de 115°.
À ce jour, cinq mesures non basées sur le décalage vers le rouge (redshift) donnent une distance de 29,460 ± 3,377 Mpc (∼96,1 millions d'al), ce qui est à l'extérieur des valeurs de la distance de Hubble. Notons que c'est avec la valeur moyenne des mesures indépendantes, lorsqu'elles existent, que la base de données NASA/IPAC calcule le diamètre d'une galaxie et qu'en conséquence le diamètre de NGC 5365 pourrait être d'environ 63,6 kpc (∼207 000 al) si on utilisait la distance de Hubble pour le calculer.

## Groupe de NGC 5365
NGC 5365 est la plus brillante galaxie d'un trio. Les deux autres galaxies du groupe de NGC 5365 sont ESO 271-4 et NGC 5365A.